# ヨス・ファン・インマゼール

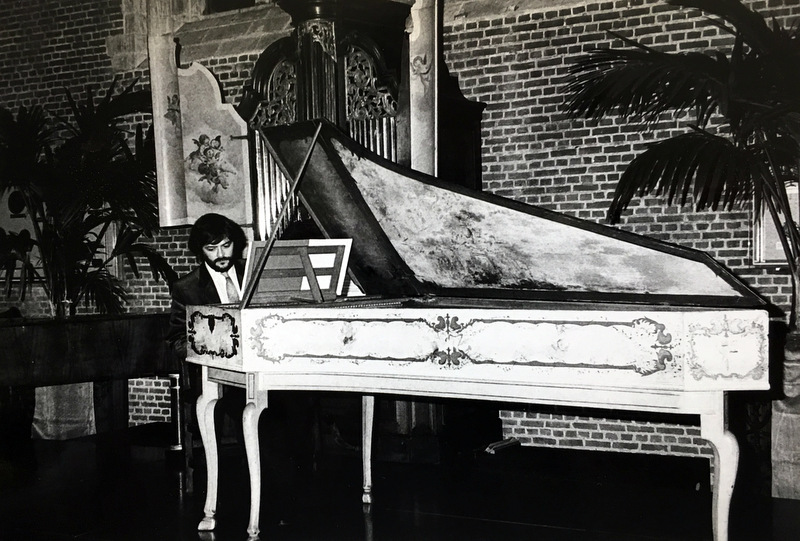
ヨス・ファン・インマゼール

ヨス・ファン・インマゼール（またはジョス・ヴァン・インマゼール、Jos van Immerseel [ʒɔs vɑn ˈɪmərseːl], 1945年11月9日 アントウェルペン - ）は、ベルギーのチェンバロ・フォルテピアノ・オルガン奏者、指揮者。

## 経歴
王立アントウェルペン音楽院にてピアノ、オルガン、チェンバロを学び、ケネス・ギルバートらに師事した。地元アントウェルペンに古楽アンサンブル「コレギウム・ムジクム」を設立し、ルネサンス音楽からロマン派音楽までレパートリーを広げた。
数々の国際的なコンクールでの入選歴や、即興演奏による受賞歴でも名高い。初期鍵盤楽器の蒐集家としても著名で、ソリストとして演奏旅行の際に自前の楽器を用いることでも知られている（ただし、会場にあらかじめ設置されたモダン・ピアノをまったく演奏しないわけではない）。
演奏活動に加えて、1972年より母校アントウェルペン音楽院教授として、通奏低音とチェンバロの指導にあたり、同地のフレースホイス博物館アカデミーの国際的なマスタークラスでも教鞭を執っている。また、パリ音楽院やアムステルダム・スウェーリンク音楽院においても教壇に立ち、アムステルダムでは芸術監督にも任命された。その他に、いくつかの国際的な音楽祭の講習会でも講師を務めている。
フォルテピアノ奏者としては、ドビュッシーの独奏曲やラフマニノフの2台ピアノのための作品集の録音にも挑み、室内楽奏者として、日系ドイツ人ヴァイオリニストのミドリ・ザイラーとモーツァルトやシューベルトのヴァイオリン・ソナタの演奏・録音にも取り組んだ。
1987年に古楽器オーケストラ「アニマ・エテルナ」を設立し、それ以降、18世紀から19世紀の作品の上演・録音に取り組んだ。モーツァルトのピアノ協奏曲やベートーヴェンやシューベルトの交響曲の演奏や録音で名声を確立し、後にはヨハン・シュトラウス2世、チャイコフスキー、リムスキー＝コルサコフ、ラヴェルにまでレパートリーを広げた。
2024年9月16日にアニマ・エテルナは、「持続的な攻撃的な行動と契約上の義務の定期的な違反」を理由として、インマゼールを解任した。